# M 19 (звёздное скопление)
M 19 (также известно как Мессье 19 или NGC 6273) — шаровое звёздное скопление в созвездии Змееносца.

## История открытия
Было открыто Шарлем Мессье в 1764 году и добавлено в его каталог кометоподобных объектов в том же году.

## Интересные характеристики
Скопление M 19 имеет деформированную эллиптическую форму, что объясняется близостью к центру галактики (5200 световых лет). M 19 находится на расстоянии около 28 000 световых лет от солнечной системы.

## Наблюдения

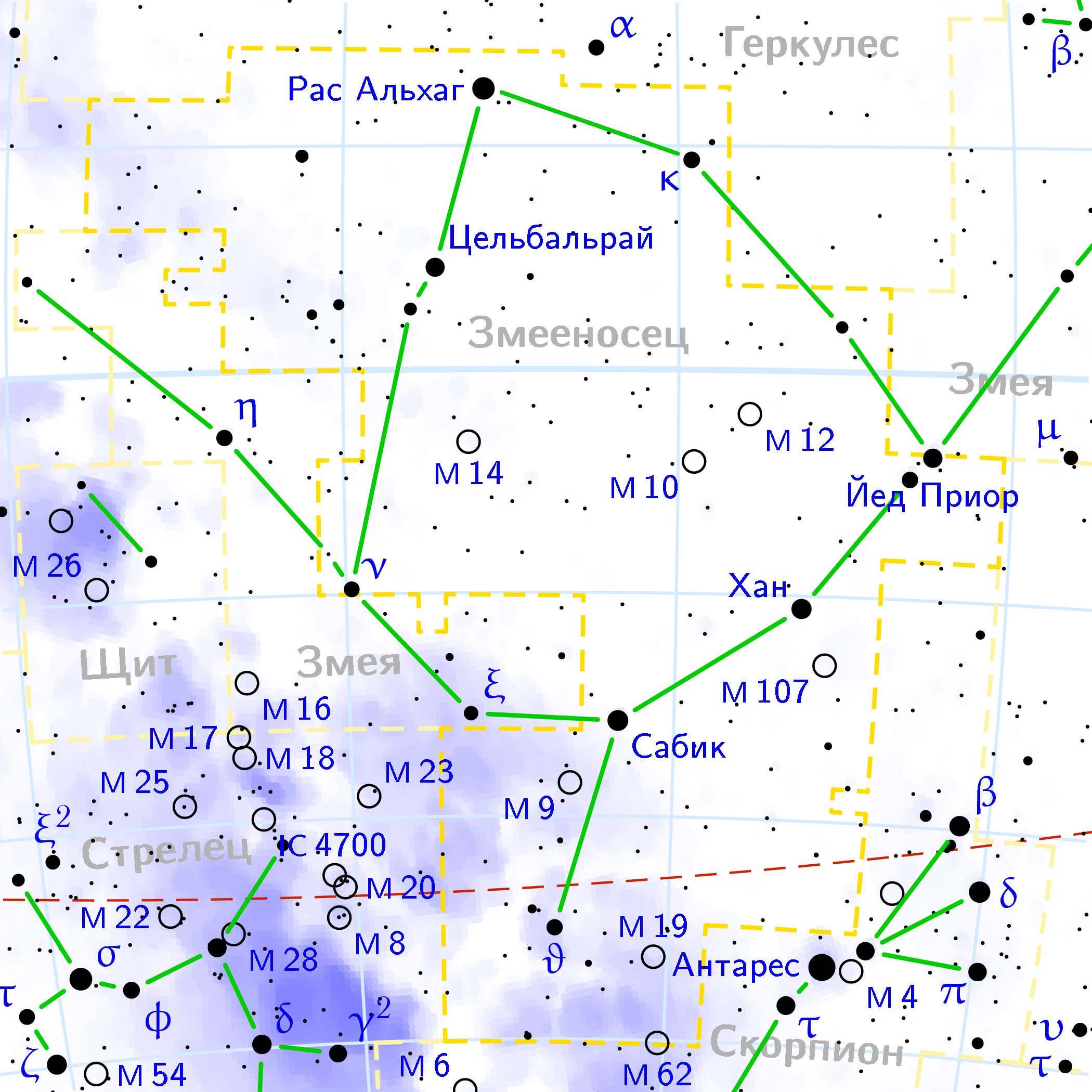
M 19 в Созвездии Змееносца

Это шаровое скопление в южной части летнего созвездия Змееносец хоть и с трудом, но можно отыскать в полевой бинокль. Но лучше это делать в южных широтах, в центральных районах России оно, если и подымается над горизонтом, то очень невысоко. На звезды М19 начинает разрешаться при апертурах телескопа за 200 мм и при увеличениях от 180х, при этом заметна его лимонообразная форма. Но оптимальной для любительского наблюдения этого скопления следует признать апертуру 350—400 мм.

### Соседи по небу из каталога Мессье
- M 9 — (к северу) похожее, но потусклее;
- M 4 — (на запад, у Антареса — α Скорпиона) огромное и яркое;
- M 62 — (еще южнее на границе со Скорпионом) заметно более конденсированное;

### Последовательность наблюдения в «Марафоне Мессье»
…M 27 → M 62 → M 19 → M 11 → M 39…

## Изображения
Гал.долгота 356.8686° 

Гал.широта +9.3827° 

Расстояние 28 700 св. лет